# 8782 Bakhrakh
8782 Bakhrakh (1976 UG2) là một tiểu hành tinh vành đai chính được phát hiện ngày 16 tháng 10 năm 1976 bởi T. M. Smirnova ở Đài vật lý thiên văn Crimean.